# Атухаире Амбала
Атухаире Огола Амбала (свах. Atuhaire Ogola Ambala; 26. април 2001) угандски је пливач чија ужа специјалност су трке слободним стилом. Вишеструки је национални првак и рекордер.

## Спортска каријера
Амбала је дебитовао за сениорску репрезентацију Уганде на Афричком првенству одржаном у Алжиру 2018, док је годину дана касније дебитовао и на Светском сениорском првенству у корејском Квангџуу. У Кореји је пливао у квалификационим тркама на 50 слободно (86) и 100 слободно ((89. место), односно у мешовитој штафети на 4×100 слободно која је испливала нови национални рекорд (4:00,09 минута).
Месец дана након светског првенства наступио је и на Афричким играма у Рабату где је испливао три нова национална рекорда у тркама на 200 слободно, 100 леђно и 100 делфин. 